# Safire
Wilma Cosme (1966, San Juan, Porto Rico), mais conhecida pelo seu nome artístico, Safire é uma cantora estado-unidense, famosa por ter gravado a canção "I Never Heard", lançada com relativo sucesso por Michael Jackson em 2009 como "This Is It". Em 1989 lançou a canção "Thinking of You", que chegou a posição #12 na Billboard Hot 100.